# Зілаїрський кантон
Зілаїрський кантон (башк. Йылайыр кантоны, рос. Зилаирский кантон) — кантон у складі Башкирської Автономної Радянської Республіки.
Адміністративний центр — с. Зілаїр.

## Історія

Бурзян-Тангауровський, Кіпчак-Джитіровський і Усерганський кантони на карті Малої Башкирії у вересні 1919 року

У жовтні 1922 року відбулася реформа адміністративно-територіального поділу Башкирської республіки: замість 13 кантонів їх стало 8. Зілаїрський кантон був утворений на території Кіпчак-Джитіровського, Усерганського і Бурзян-Тангауровського кантонів.
Згідно з Постановою ВЦВК від 21 жовтня 1924 року Імангулівська волость Зілаїрського кантону була передана до складу Киргизької АРСР.
Зілаїрський кантон був розформований після Постанови Президії Башкирського центрального виконавчого комитету і Раднаркому Башкірської АРСР «Про ліквідацію в Башкирській АРСР поділу на кантони і про встановлення адміністративного поділу на райони та районної системи управління» від 20 серпня 1930 року.
Салиховська і Усерганська волості, відокремившись від Зілаїрского кантону, утворили Зіанчуринський район з центром в селі Зіанчуріно. Інші волості відійшли до Баймакського, Хайбуллінського та інших районів Башкирської АРСР.

## Населення
Чисельність населення за даними Всесоюзного перепису населення 1926 року у Зілаїрському кантоні:
| Чисельність населення | Чоловіки | Жінки   | Обох статей |
| --------------------- | -------- | ------- | ----------- |
| Все населення         | 92 155   | 102 881 | 195 036     |
| Міське населення      | 6 956    | 7 689   | 14 645      |
| Сільське населення    | 199 85   | 95 192  | 180 391     |